# Sextus Hermentidius Campanus
Sextus Hermentidius Campanus war ein im 1. und 2. Jahrhundert n. Chr. lebender römischer Politiker. In einer Inschrift wird sein Name als Sextus Hermetidius Campanus angegeben.
Campanus war 93 Statthalter der Provinz Iudaea; durch eine Inschrift ist belegt, dass er am 28. Dezember des Jahres Veteranen aus der Legio X Fretensis entlassen hat. Durch Militärdiplome ist belegt, dass er am 14. August 97 zusammen mit Lucius Domitius Apollinaris Suffektkonsul war; die beiden übten dieses Amt von Juli bis August aus. Aufgrund einer Inschrift ist nachgewiesen, dass er mindestens bis 108 gelebt hat.